# Hieracium grisedalense
Hieracium grisedalense es una especie de planta con flor del género Hieracium, de la familia Asteraceae, orden Asterales.

## Distribución
Hieracium grisedalense se distribuye por Gran Bretaña, Europa.

## Taxonomía
Fue descrita científicamente por Mc Cosh.
Tratamiento taxonómico
La especie aparece registrada y publicada en New J. Bot.